# Muzikale handtekening
Een muzikale handtekening is een klein thema dat componisten vaak in hun werk opnemen. De letters van een naam worden omgezet in muzieknoten.
- Vanzelfsprekend zijn de A t/m G. De letter B wordt door Duitsers gelezen als de toon Bes.
- Dan is er de H, die door Duitsers gelezen wordt als de toon B.
- De letter S kan worden omgezet in de toon Es.
- Ook relatieve nootnamen worden gebruikt:
  - U - ut - C
  - R - re - D
  - M - mi - E
  - S - so(l) - G (of zoals reeds gezegd, Es)
  - L - la - A
  - T - ti - B

Voorbeelden van muzikale handtekeningen zijn:
- Dmitri Sjostakovitsj, (D. Schostakowitsch), die in bijna al zijn werken DSCH verwerkte, Duits voor de muzieknoten D-Es-C-B. Zie ook: DSCH-motief
- De componisten uit de familie Bach, onder wie Johann Sebastian Bach, gebruikten de handtekening BACH die op verschillende manieren in hun werk terugkomt, bekend als het BACH-motief, dus Bes-A-C-B.
- Alban Berg verwerkte zijn naam, met die van twee van zijn vrienden Arnold Schoenberg en  Anton Webern, in zijn kamerconcert uit 1925. A-Bes-B-F staat voor Alban Berg en Hanna Fuchs-Robettin (A. B. en H. F.), en wordt gebruikt in zijn Lyrische suite.
- Gustav Mahler verwerkte de voornaam van zijn vrouw Alma muzikaal in de vorm van de noten a-e-a (la-mi-la).
- Franz Schubert (F. Schubert) gebruikte F-Es-C-B
- Arnold Schoenberg (Schönberg) gebruikte Es-C-B-Bes-E-G
- Béla Bartók (Béla Bartók) B-E-B-A of B-A-B-E. Het laatstgenoemde verwijst naar de Hongaarse gewoonte om de familienaam voor de voornaam te plaatsen.
- Edvard Grieg (Edvard Hagerup Grieg) gebruikte E-B-G in zijn pianosonate

## Niet alleen de persoonlijke handtekening
De traditie om woorden in muziekletters om te zetten dateert uit de vroege renaissance. Niet alleen verwerkten componisten hun eigen naam, maar ook de naam van geliefden, vrienden of plaatsnamen in hun werk, net als dichters deden, bijvoorbeeld door het gebruik van een acrostichon.
Zo verwerkte Robert Schumann de naam Meta Abegg, een vrouw op wie hij verliefd was, in zijn Pianovariaties op het ABEGG-thema. Ook gebruikte Schumann de naam van de stad Asch, waar zijn geliefde Ernestine von Fricken woonde, in zijn Carnaval pianoserie. GADE werd gebruikt door Schumann in een stuk als hommage aan zijn goede vriend Niels Gade. 